# Komet Honda-Mrkos-Pajdušáková
Komet Honda-Mrkos-Pajdušáková (uradna oznaka je 45P/ Honda-Mrkos-Pajdušáková ) je periodični komet z obhodno dobo okoli 5,3 let. Pripada Jupitrovi družini kometov.

## Odkritje
Komet je odkril 3. decembra 1948  japonski astronom Minoru Honda  (1913 – 1990).
Komet ime ime po Minoru Hondi, češkem astronomu Antonínu Mrkosu (1918 – 1996) in slovaški astronomki Ludmili Pajdušákovi (1916 – 1979).

## Lastnosti
Kazuo Kinošita je pokazal, da bo 15. avgusta 2011 komet Honda-Mrkos-Pajdušáková letel mimo Zemlje na razdalji 0,0601 a.e. (8.990.000 km) .
Blizu Zemlje se bo gibal tudi 11. februarja 2017 .
Premer jedra kometa je 1,6 km